# Люшнювате
Люшнюва́те — село в Побузькій громаді Голованівського району Кіровоградської області України. Населення становить 644 осіб.
Раніше через Люшнювате проходив Чумацький шлях. 
Через спуск до переправи через річку Південний Буг у чумаків ламалися люшні (деталь до воза). На цій місцевості з‘явилася кузня для ремонту возів. 
Звідси і пішла назва села. 

## Населення
Згідно з переписом УРСР 1989 року чисельність наявного населення села становила 647 осіб, з яких 280 чоловіків та 367 жінок.
За переписом населення України 2001 року в селі мешкали 642 особи.

### Мова
Розподіл населення за рідною мовою за даними перепису 2001 року:
| Мова       | Відсоток |
| ---------- | -------- |
| українська | 94,41 %  |
| російська  | 2,64 %   |
| молдовська | 2,48 %   |
| болгарська | 0,31 %   |
| вірменська | 0,16 %   |

## Відомі люди
- Мороз Валентин Леонідович (1938—2013) — народився в селі Люшнювате, поет, член спілки письменників, автор поетичних збірок. Проживав в місті Одесі. У вересні 2015 року на фасаді старої Люшнюватівської школи, в якій навчався поет, урочисто встановили пам’ятну дошку. Саме тоді школі присвоєно ім’я видатного земляка. Ідея увічнити пам’ять літератора на малій батьківщині належить його дружині Ірині Мороз. [5]